# Zweedse Onafhankelijkheidsoorlog
De Zweedse Onafhankelijkheidsoorlog of Bevrijdingsoorlog was een oorlog die van 1521 tot 1523 duurde. Zweden scheidde zich met succes af van de Unie van Kalmar waarin Zweden, Denemarken en Noorwegen zich in 1397 verbonden hadden.
De bevrijdingsoorlog volgde na een zeventig jaar durend conflict tussen de Denen en Zweden, nadat Zweden in 1448 Karel VIII van Zweden tot koning had gekozen, terwijl Denemarken voor Christiaan I van Denemarken koos. Directe aanleiding voor de oorlog was een invasie van de Denen in Zweden en het daaropvolgende Stockholms bloedbad, waarbij tussen 4 november en 10 november 1520 in Stockholm 94 mensen, vooral edellieden en geestelijken, werden geëxecuteerd.
De opstand werd geleid door Gustaaf Wasa, die op 6 juni 1523 in Strängnäs door de Rijksdag tot koning van Zweden werd gekozen. In 1522 sloot de Hanzestad Lübeck zich aan bij de Zweden en in juni 1523 werd Stockholm door de Zweden ingenomen. In september van dat jaar werd ook Österland (Zweeds Finland) veroverd.
Op 1 september 1524 werd het Verdrag van Malmö gesloten waarin de Zweedse onafhankelijkheid door Koninkrijk Denemarken en Noorwegen erkend werd.
Zweedse Onafhankelijkheidsoorlog (1521-1524) · Zevenjarige Oorlog (1563-1570) · Kalmaroorlog (1611-1613) · Deens-Zweedse Oorlog (1643-1645) · Noordse Oorlog (1655-1660) · Schoonse Oorlog (1674-1679) · Noordse Oorlogen: Deens-Zweedse Oorlog (1657-1658) & Zweeds-Nederlandse Oorlog (1658-1660) · Grote Noordse Oorlog (1700-1721) · Russisch-Zweedse Oorlog (1788-1790) · Finse Oorlog (1808-1809)